# Fissidens longisetus
Fissidens longisetus là một loài Rêu trong họ Fissidentaceae. Loài này được Griff. mô tả khoa học đầu tiên năm 1842.